# Bill Redpath
Pour les articles homonymes, voir Redpath.
Bill Redpath, né le 9 octobre 1957 à Findlay (Ohio), fut le président du Parti libertarien des États-Unis. Il fut aussi candidat à la Chambre des délégués de Virginie (1993), au Sénat de Virginie (1998), Gouverneur du Commonwealth de Virginie (2001), membre du Sénat des États-Unis (2008), et de la Chambre des représentants des États-Unis (2010 et 2014). Redpath est également membre du conseil d'administration de Fairvote, une organisation qui propose des réformes électorales.